# Shawmut (Maine)
Shawmut ist ein Village innerhalb des Gebietes der Town Fairfield im Somerset County des Bundesstaates Maine in den Vereinigten Staaten.
Shawmut liegt am westlichen Ufer des Kennebec Rivers. Der U.S. Highway 201 verläuft in nordsüdlicher Richtung durch das Village. Shwamut ist Standort eines eigenen Postamtes und ein Campus des Kennebec Valley Community College befindet sich in Shwamut.
Im Jahr 1904 wurde in Shawmut die Shawmut Manufacturing Company gegründet. Sie besaß Mühlengebäude und Wasserrechte und stellte Maßholz her, spezialisierte sich jedoch auf Gegenstände wie Kiefernschindeln. Nach ihr benannte sich das Village in Shawmut um.